# Cochemiea armillata
Cochemiea armillata es una especie de planta suculenta perteneciente al género Cochemiea, dentro de la familia Cactaceae. Es endémica del noroeste de México (Baja California Sur) y anteriormente se le conocía como Mammillaria armillata.

## Descripción

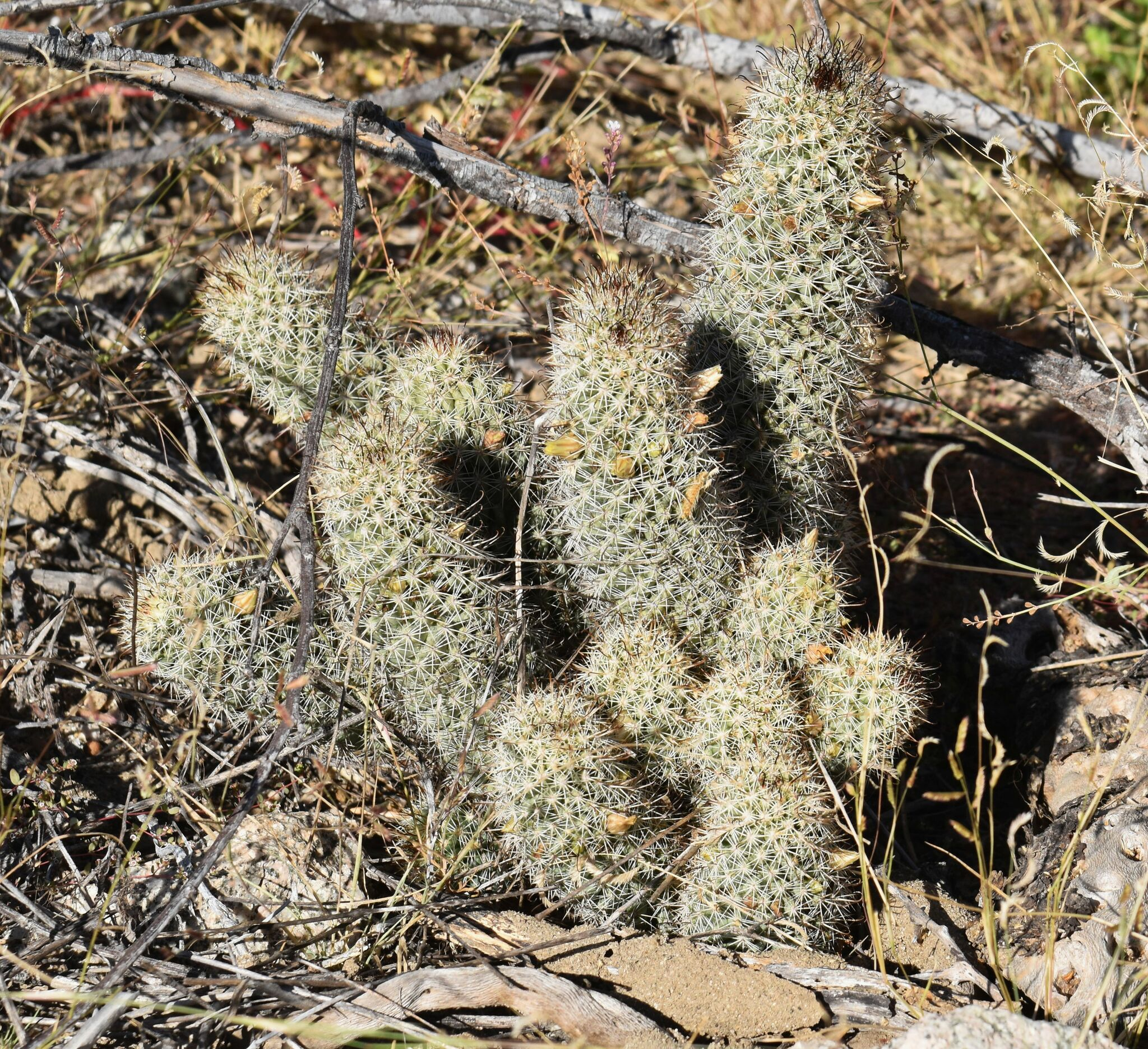
Crecimiento en grupo

Cochemiea armillata es una especie de cactus que aunque inicialmente crece de forma solitaria, con el tiempo termina formando grupos. Los tallos son delgados, cilíndricos y pueden alcanzar hasta 30 cm  de altura y de 4 a 5 cm de diámetro. Generalmente desarrolla de 3 a 12 tallos que emergen a la altura de la base o incluso a veces más arriba. 
Los tallos están cubiertos de tubérculos cónicos y ligeramente angulosos de color verde azulado oscuro dispuestos en espiral, no producen savia lechosa (látex) y poseen lana densa y cerdas en las axilas (espacio que hay entre los tubérculos). Sobre ellos se asientan areolas en las que se distinguen de 1 a 4 espinas centrales fuertes de color gris amarillento que se oscurecen con la edad. Son parcialmente ganchudas y miden de 1 a 2 cm de largo. También hay de 9 a 15 espinas radiales de color blanco grisáceo. Son delgadas, erizadas, rectas y de 0,7 a 1,2 cm de largo.

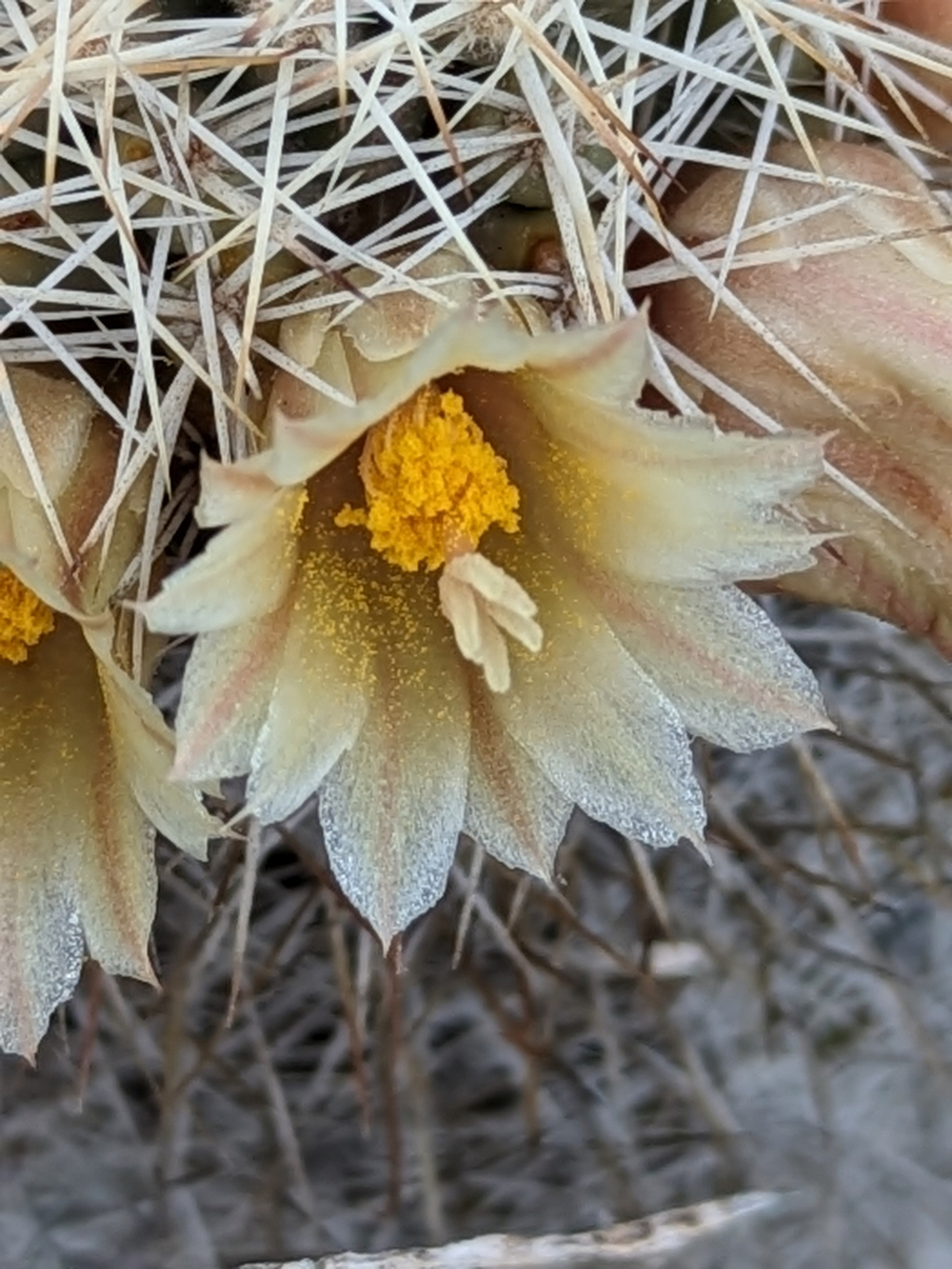
Detalle de la flor

Las flores tienen forma de campana o de embudo y son de color amarillo cremoso rosado. Miden de 1 a 3 cm de largo y hasta 2 cm de diámetro. Los filamentos son rosados con anteras amarillas y el estigma también es rosado, con 5 a 7 lóbulos de color rojo rosado de hasta 5 mm. 

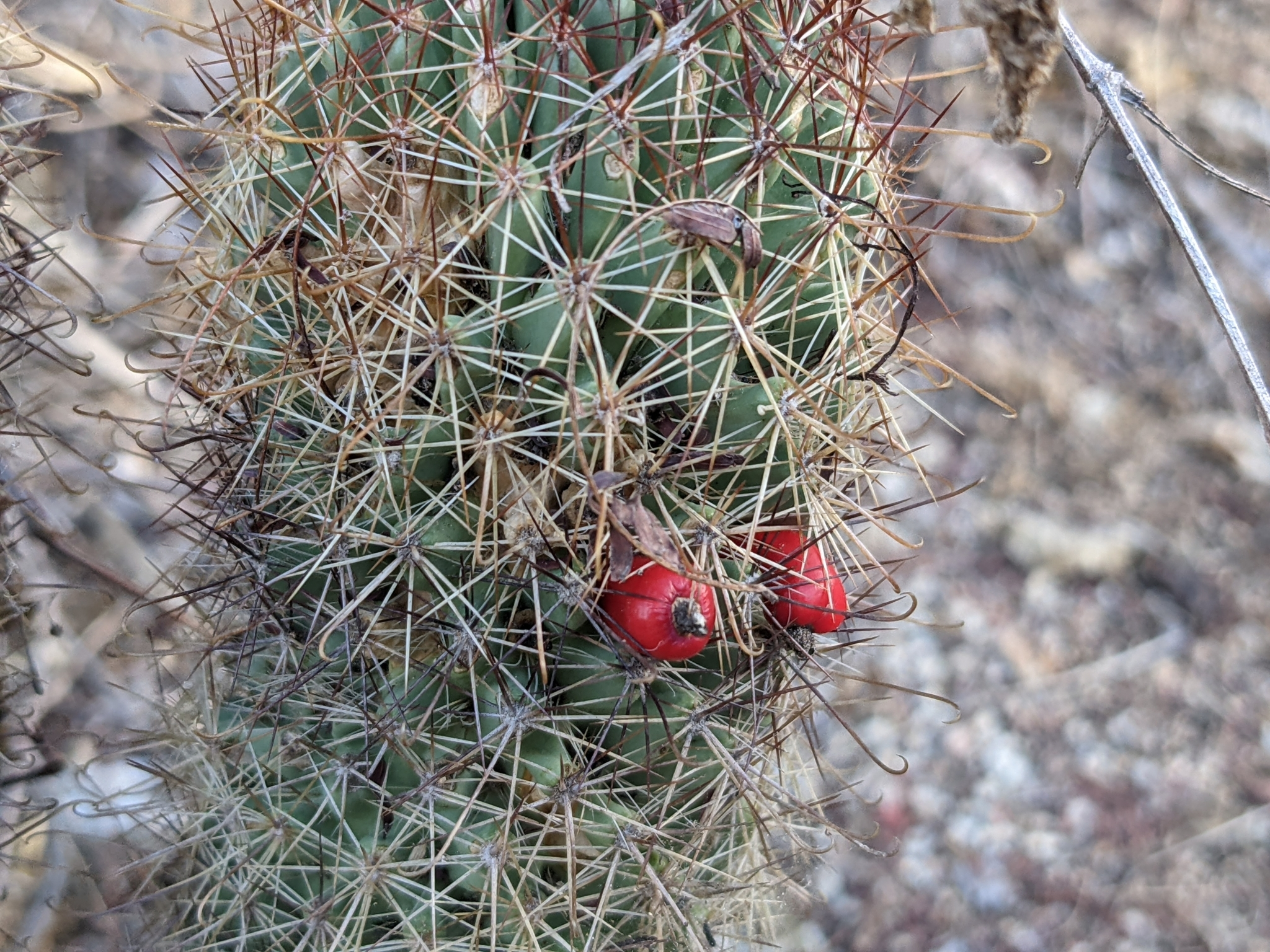
Detalle del fruto

Los frutos son rojos y en forma de maza. Miden de 1,5 a 3 cm de largo y de 0,7 a 1 cm de diámetro. En su interior encontramos semillas de color negro mate de hasta 1 mm de largo y 0,5 mm de diámetro.

## Distribución y hábitat

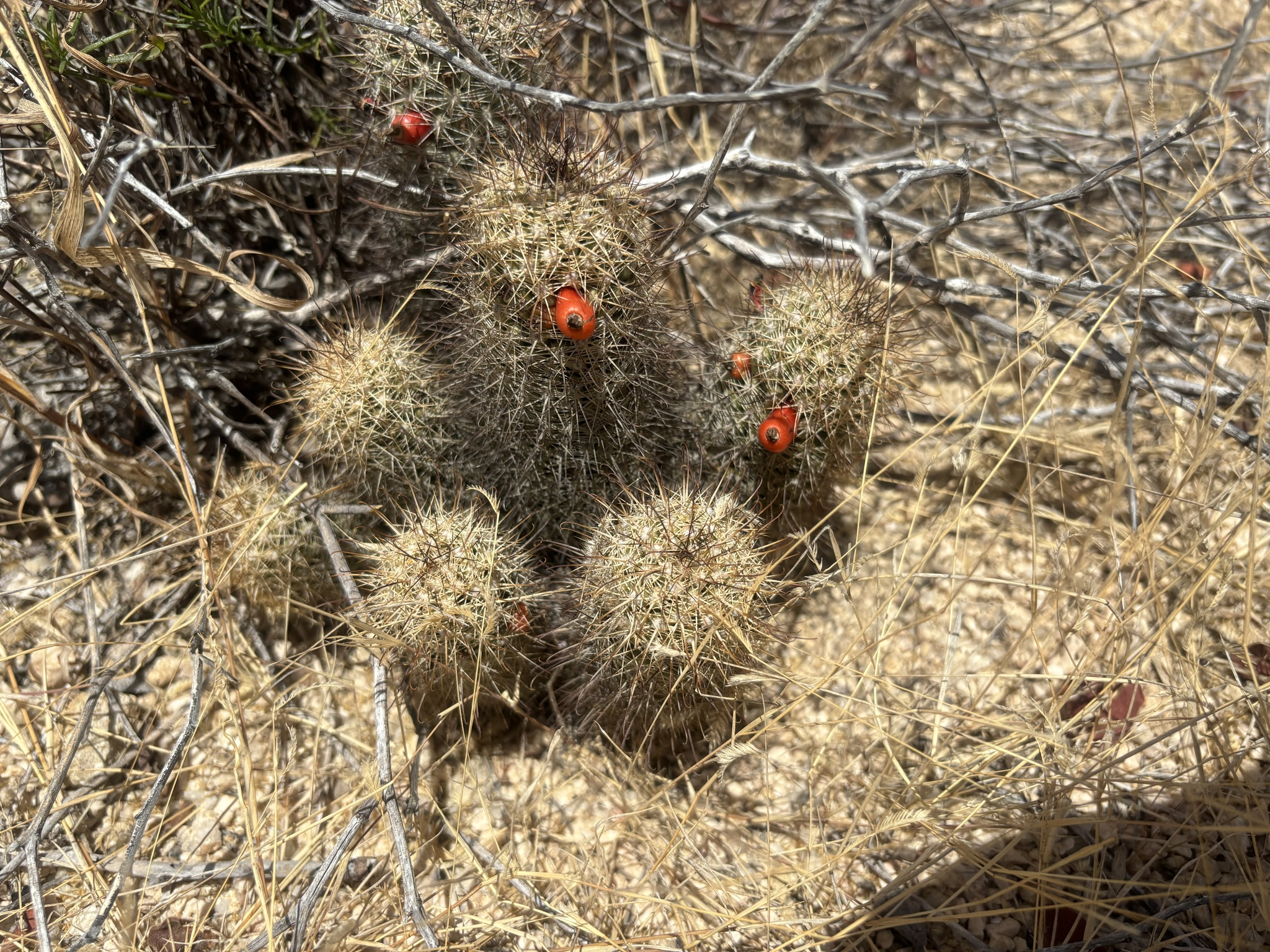
En su hábitat

El área de distribución nativa de esta especie es el noroeste de México (en el estado de Baja California Sur, particularmente desde San José del Cabo hasta La Paz) y crece principalmente en biomas desérticos o de matorrales secos.

## Taxonomía
La primera descripción de esta especie fue como Mammillaria armillata, publicada en 1900 por la botánica estadounidense Mary Katharine Brandegee en la revista ilustrada Zoe; a Biological Journal 5: 7.
Posteriormente, los botánicos Peter B. Breslin y Lucas C. Majure colocaron la especie en el género Cochemiea, pasando a llamarse Cochemiea armillata y anotando estos cambios en la revista científica Taxon 70: 318 en el año 2021.
Etimología
- Cochemiea: nombre genérico que hace referencia a la tribu indígena Cochimí, que en el pasado ocupó un gran territorio de Baja California y cuya área es parte del área de distribución natural de este género.
- armillata: epíteto específico que deriva del latín armilla, que significa "brazalete", en alusión a las zonas claras y oscuras alrededor de la superficie de la planta, ocasionadas por el oscurecimiento de las espinas en forma de bandas con el paso del tiempo.[4]

Sinonimia
- Bartschella armillata (K.Brandegee) Doweld (2000)
- Chilita armillata (K.Brandegee) Orcutt (1926)
- Ebnerella armillata (K.Brandegee) Buxb. (1951)
- Mammillaria armillata K.Brandegee (1900)
- Mammillaria dioica var. armillata (K.Brandegee) Neutel. (1986)
- Neomammillaria armillata (K.Brandegee) Britton & Rose (1923)
- Neomammillaria lapacena H.E.Gates (1932)

## Estado de conservación
En la Lista Roja de Especies Amenazadas de la UICN, la especie está clasificada como de “Vulnerable (VU)”.

## Usos

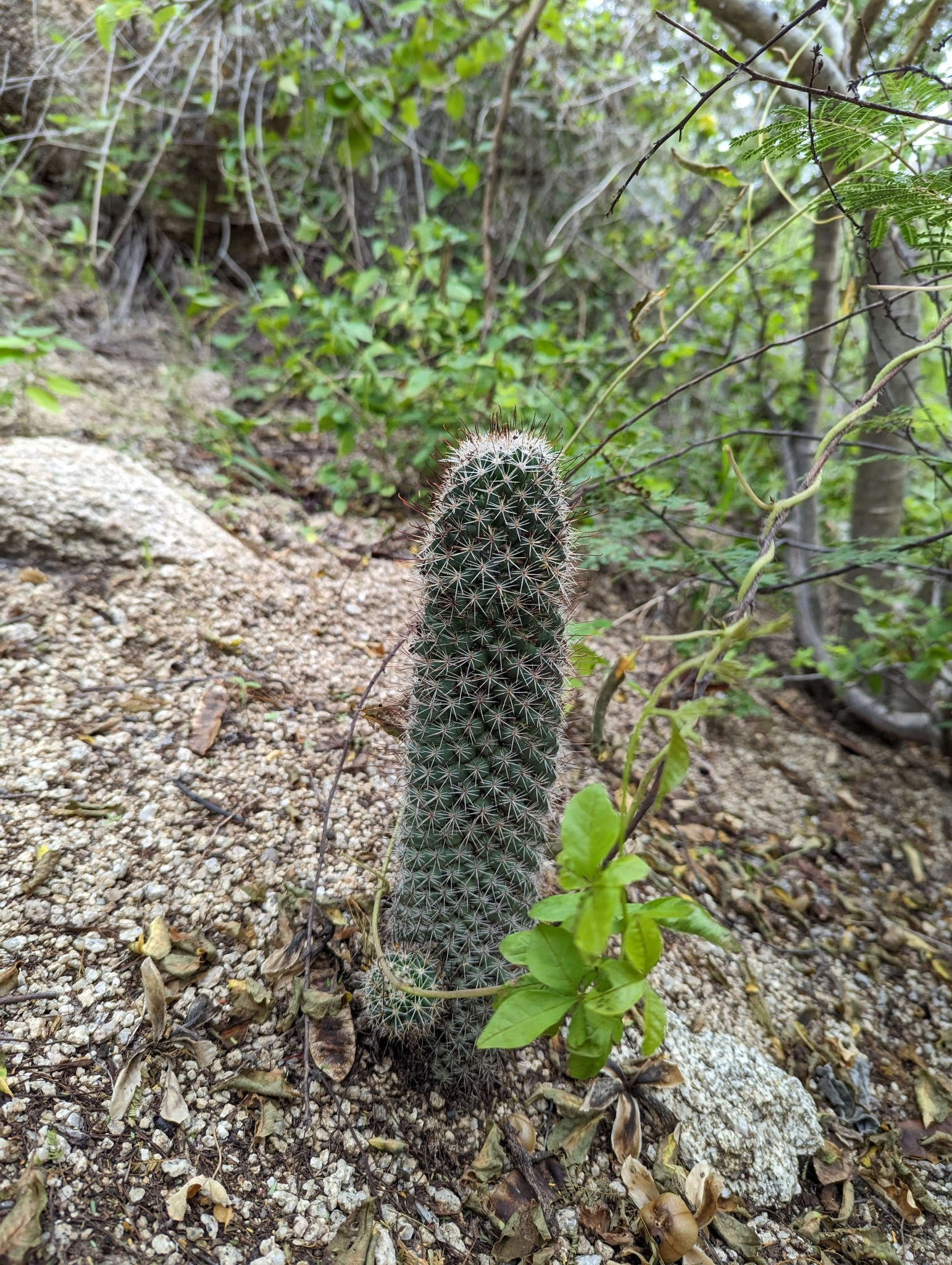
Crecimiento solitario

Se cultiva principalmente como planta ornamental y su propagación se realiza a través de esquejes o semillas. Requiere de un sustrato mineral rico en arena y con poco contenido de humus.